# Noccaea camlikensis
Noccaea camlikensis är en korsblommig växtart som beskrevs av Aytac, Nordt och Gerald Parolly. Noccaea camlikensis ingår i släktet backskärvfrön, och familjen korsblommiga växter. Inga underarter finns listade i Catalogue of Life.